# Divni (Krasnodar)
|  | Per a altres significats, vegeu «Divni». |

Divni - Дивный (rus) és un possiólok del krai de Krasnodar, a Rússia. Es troba a la vora dreta del riu Urup, afluent del Kuban. És a 20 km al nord-oest d'Uspénskoie i a 172 km a l'est de Krasnodar.
Pertany al poble de Vólnoie.